# Embaixada do Brasil em Berlim
A Embaixada do Brasil em Berlim é a principal missão diplomática brasileira na Alemanha. Está localizada na Wallstrasse, número 57.